# Битва при Фош-де-Аросе
Битва при Фош-де-Аросе произошла 15 марта 1811 года при отходе Массены во время последней части третьего французского вторжения в Португалию. Это сражение стало одной из нескольких битв, в ходе которых французский арьергард под командованием маршала Нея старался замедлить преследующие Массену англо-португальские войска под командованием Веллингтона. Сражение закончилось отступлением французских войск.

## Предыстория
Во время третьего французского вторжения в Португалию армия Массены была остановлена оборонительной системой, известной как линии Торрес-Ведрас. Поскольку Массена не получил необходимое для их взятия подкрепление и испытывал большие трудности в снабжении своей армии, он сначала отступил к Сантарену и Риу-Майор, а потом решил уйти в направлении долины Мондегу.
В Кондейше Массена понял, что не сможет пройти по долине Мондегу, и поэтому решил двигаться к испанской границе. Первой целью Массены стал Селорику, где его должна была ждать дивизия Конру из 9-го армейского корпуса. В то время как 8-й корпус продолжал движение по дороге Кондейша — Казаль-Ново — Миранда-ду-Корву, сопровождая обозы, 6-й корпус продолжал служить арьергардом Массены. После битвы при Казаль-Ново французские войска продолжили свой путь к Селорику. В тот день 2-й корпус, отходивший другим путём, присоединился к основной колонне армии Массены в Миранда-ду-Корву. Таким образом, теперь у Массены было около 44 тыс. человек. Маршрут, по которому они следовали, был гористым и труднопроходимым, поэтому Массена отдал приказ уничтожить всё, что не было совершенно необходимо.
После уничтожения почти всего багажа (14 марта) последовал ночной марш. 2-й корпус продолжал идти впереди, за ним следовал 8-й. Миранда-ду-Корву была подожжена, чтобы замедлить наступление англо-португальских войск, и утром 15-го Ней возобновил отступление. После изнурительного марша 2-й и 8-й корпуса достигли долины реки Кейра, проходившей через город Фош-де-Аросе. В этом городе через неё был мост, частично разрушенный, но всё ещё пригодный для переправы. Ней отправил дивизию Луазона и бригаду дивизии Мерме через реку. Сам Ней остался вместе с дивизией Маршана, другой бригадой дивизии Мерме и лёгкой кавалерией Ламота на левом (западном) берегу Сейры. Что касается Веллингтон, то 15-го утром он продолжил погоню, немного задержавшись из-за густого тумана, который сохранялся в ранние утренние часы. Командующий англо-португальской коалиции не хотел наступать вслепую, рискуя попасть в засаду. Преследование возобновилось только тогда, когда туман рассеялся и стало очевидно, что армия Массены на другой стороне реки Эса не может атаковать. Когда Пиктон (3-я дивизия) и Эрскин (Лёгкая дивизия) заметили французские войска на берегу реки Сейра, был уже полдень.

## Поле битвы
Фош-де-Аросе — это город (ныне несуществующий) и фрегезия в муниципалитете Лозан. Он расположен на правом берегу реки Кейра. Реку пересекает римский мост (сохранившийся до сих пор). На обоих берегах реки местность гористая.

## Силы сторон

### Французские войска
Французские войска, участвовавшие в битве при Фош-де-Аросе, представляли собой две дивизии 6-го армейского корпуса под командованием маршала Мишеля Нея. Сохранился список войск в этом корпусе на 1 января 1811 году, что достаточно далеко от 15 марта 1811 года (когда произошло сражение) и, таким образом, не соответствует состоянию на момент битвы, но может дать примерное представление о размере его подразделений:
- 1-я пехотная дивизия под командованием генерал-дивизии Жана Габриэля Маршана: 182 офицеров, 4805 солдат;
- 2-я пехотная дивизия под командованием генерал-дивизии Жюльена Огюста Жозефа Мерме: 212 офицеров, 6040 солдат; в бою участвовала только одна бригада;
- Лёгкая кавалерийская бригада под командованием генерала Огюста Этьена Мари Ламота: 48 офицеров, 640 солдат[6].

3-я пехотная дивизия (де Луазон) располагалась на другом (правом) берегу реки.
Историк Смит оценил силы французов примерно в 7 тыс. человек.

### Англо-португальские войска
Только две британские дивизии из армии Веллингтона участвовали в битве. Однако у Веллингтона были ещё три британские дивизии — 1-я, 5-я и 6-я, — и две португальские независимые бригады, 1-я и 5-я. В битве участвовали:
- 3-я дивизия в 6050 человек (4500 британцев, 1550 португальцев) под командованием генерал-майора сэра Томаса Пиктона; эта дивизия была частью 8-й португальской пехотной бригады под командованием подполковника Чарльза Саттона, в которую входили два батальона 9-го пехотного полка и два батальона 21-го пехотного полка;
- Лёгкая дивизия в 4300 человек (3400 англичан, 900 португальцев) под командованием генерал-майора сэра Уильяма Эрскина; португальскими частями этой дивизии были 1-й и 3-й касадорские полки[6].

Смит оценил англо-португальские силы как примерно 8 тыс. человек и 12 орудий.

## Битва
Когда Лёгкая и 3-я дивизия увидели французские войска на берегу Кейры, был уже поздний вечер. Большая часть армии Массены простиралась на несколько километров вдоль горизонта за рекой (на правом берегу). На левом берегу, на двух холмах находились дивизия Маршана, бригада дивизии Мерме и кавалерия Ламота. Пиктон и Эрскин понимали, что было уже слишком поздно начинать атаку; кроме того, 6-я дивизия, которая находилась ближе всего, была ещё немного позади. Поэтому они отдали приказ своим подразделениям разбить лагерь и установить посты охраны. Незадолго до темноты Веллингтон прибыл на позиции, которые заняли его подразделения.

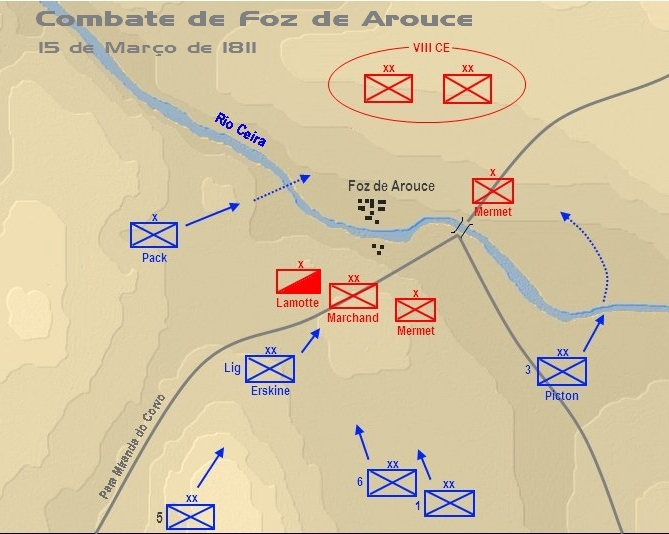
Расположение и перемещения основных сил в Фош-де-Аросе.

Британские генералы действовали точно так же, как и Ней, который не ожидал вступления в бой в такой поздний час. Таким образом, помимо слабых мер безопасности — его кавалерия не обнаружила приближения союзников — войска Нея не заняли необходимых оборонительных позиций. Веллингтон быстро понял это и немедленно приказал атаковать. 3-й дивизии было приказано нападать слева, а Лёгкой — справа.
Поначалу атака была успешной благодаря эффекту неожиданности. Несколько рот 95-й стрелкового полка Лёгкой дивизии прошли по узкой дороге и достигли центра Фош-де-Аросе, недалеко от моста, почти без сопротивления. Остальная часть Лёгкой дивизии сражалась с дивизией Маршана, а 3-я дивизия наступала на бригаду Мерме, которая составляла левый фланг французов. 95-й стрелковый полк наконец тоже вступил в ожесточённый бой с неприятелем. Услышав шум боя на мосту, французы осознали, что им грозит опасность быть отрезанными от арьергарда, и несколько подразделений покинули шеренгу и устремились к реке. Пытаясь пересечь мост, они увидели, что проход заблокирован кавалерией Ламота, которая около часа назад перешла на правый берег, а теперь переправлялась обратно на левый, чтобы поддержать дивизию Маршана. Не имея возможности как-либо миновать их, беглецы пытались переправиться вброд немного ниже по течению. Многие были сметены бурным потоком и утонули, полковой орёл 39-го полка был утерян, а его командир попал в плен.
Ней спас ситуацию, направив 3-й батальон 69-го полка в контратаку против 95-й стрелковой роты, которая вошла в Фош-де-Аросе и угрожала подходам к мосту. Стрелки были вынуждены отступить к другим батальонам Лёгкой дивизии. Теперь проход через мост был свободен, и французские войска пересекли его в некотором беспорядке, подвергаясь обстрелу одновременно и со стороны артиллерии союзников, и со стороны 8-го корпуса, который в возникшей неразберихе не мог отличить своих от врагов. Однако наступили сумерки; французы благополучно завершили переправу и взорвали мост, окончив тем самым сражение.

## Итог
Французские потери оцениваются разными источниками от 200 до 400 человек. Чарльз Оман указывает цифру в 250 человек. Союзники потеряли 71 человека (9 убитых и 62 раненых), двое из них были португальцами. Был захвачен Багаж дивизий Маршана и Мерме, а Лёгкая дивизия, кроме этого, захватила большое количество сухарей. Тем не менее, этот бой позволил французам ещё немного оторвать от союзников, поскольку Веллингтон не мог продолжать преследование, предварительно не отремонтировав мост, и не только для обеспечения прохождения своей армии, но и для перевозки припасов. В Коимбре ещё не было склада, и всё необходимое приходилось доставлять из Лиссабона. Армия Массена продолжала отступление через практически полностью опустошённую территорию.
Историк Чарльз Оман сравнивает этот бой с битвой при Коа, которая произошла годом ранее в начале вторжения в районе Алмейды. В обоих случаях, подчеркивает он, арьергард слишком долго оставался на берегу реки, которую можно было пересечь только по узкому мосту, и оба раза это едва не приводило к полной катастрофе.